# Rukia ruki
Rukia ruki е вид птица от семейство Zosteropidae. Видът е застрашен от изчезване.

## Разпространение
Видът е разпространен в Микронезия.